# Gulesäck

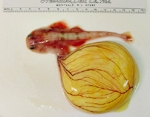
Gulesäck hos arten Squatina dumeril som tillhör familjen havsängelhajar (Squatinidae).

Gulesäck (eller gulsäck, guleblåsa, gulblåsa) är en struktur i ett embryo hos ryggradsdjur med näringsrika ägg samt däggdjur.
Hos reptiler, fåglar och de flesta fiskar förser gulesäcken embryot med näring. Äggets gula hos fåglar och reptiler innesluts av gulesäcken, då embryot tar form på äggets yta.
Hos däggdjur, inklusive människan, är gulesäcken en vätskefylld säck där blodkroppar bildas. Hos det mänskliga embryot uppkommer gulesäcken efter ungefär 5 veckors graviditet, och fungerar som ett första cirkulationssystem innan den interna cirkulationen kommer igång.